# Alessandro Pier Guidi
Alessandro Pier Guidi (Tortona, 18 dicembre 1983) è un pilota automobilistico italiano attivo nel campionato del mondo endurance con l'Hypercar della Scuderia Ferrari, marchio di cui è pilota ufficiale dal 2017.
Nel 2017, 2021 e 2022 è diventato campione del mondo WEC nella categoria LMGTE Pro, ha vinto le edizioni 2019 e 2021 della 24 Ore di Le Mans con il team AF Corse su Ferrari 488 GTE e l'edizione del centenario 2023 su Ferrari 499P, la Petit Le Mans 2019 e la 24 Ore di Spa 2021 su Ferrari 488 GT3 e la 24 Ore di Daytona 2024 su Ferrari 296 GT3.

## Carriera

### Gli inizi

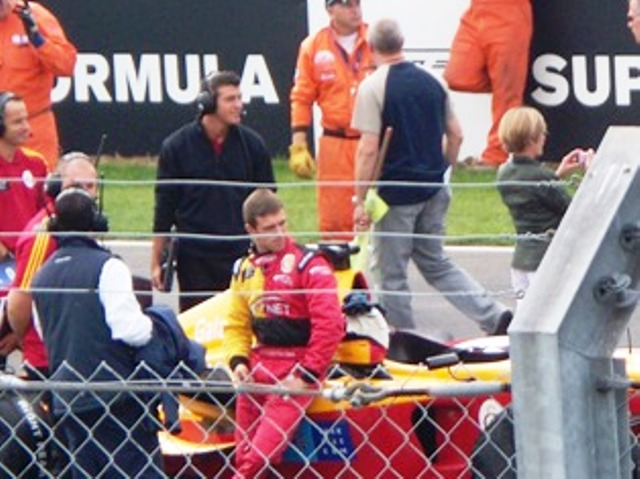
Pier Guidi nella Superleague Formula 2008

Inizia fin da bambino a gareggiare con i Kart, quindi debutta nelle ruote scoperte in Formula Renault nel 2002, il fulcro della sua carriera si concentra però sulle ruote coperte.
Negli anni 2005 e 2006 si laurea campione italiano GT rispettivamente nelle categorie GT2 e GT1 con la Ferrari 360 Modena GTC della scuderia Playteam.
Gli anni successivi fa altre apparizioni sulle auto a ruote scoperte, nel 2006 corre nelle prime quattro gare della A1 Grand Prix mentre nel 2008 partecipa alla prima edizione della Superleague Formula correndo con i colori del Galatasaray.
Dopo aver guidato le Maserati MC12 e Gran Turismo GT4 nel 2011 torna in Ferrari con la quale ottiene la vittoria alla 24 ore di Spa-Francorchaps e una vittoria con la Ferrari 458 Italia GT3 numero 555 alla 24 ore di Daytona del 2014 insieme a Scott Tucker, Townsend Bell, Bill Sweedler e Jeff Segal.
Nel 2016 con la Ferrari 488 GTE numero 51 del team AF Corse debutta nella 24 Ore di Le Mans affiancando Gianmaria Bruni e James Calado. Corre anche alcune gare nel Campionato IMSA WeatherTech SportsCar con la 488 GTE del team Scuderia Corsa accanto a Daniel Serra.

### Pilota ufficiale Ferrari
Nel 2017 diventa pilota ufficiale della Ferrari, con James Calado divide la Ferrari 488 GTE  e vince tre eventi del Campionato del mondo endurance laureandosi campione tra le vetture Gran Turismo.
Nel 2019 vince la 24 ore di Le Mans in classe GTE Pro sempre con la 488 GTE Evo numero 51 di AF Corse in equipaggio con James Calado e Daniel Serra. Nel resto della stagione 2018-2019 ottiene un'altra vittoria nella 6 Ore di Silverstone e chiude secondo in classifica dietro la Porsche 911 RSR guidata da Michael Christensen e Kévin Estre. Disputa alcune gare dell'IMSA con la 488 GTE Evo di Risi Competizione in classe GTLM, vincendo la Petit Le Mans.
Nel 2020 vince il GT World Challenge Europe Endurance Cup con la Ferrari 488 GT3 Evo numero 51 di AF Corse. In contemporanea nel Mondilale Endurance riesce a vincere la 4 Ore di Shanghai e chiude secondo nella 24 ore di Le Mans.
Il 2021 è un anno pieno di successi per l'italiano, insieme a Ledogar e Nicklas Nielsen con la Ferrari 488 GT3 Evo numero 51 di Iron Lynx vince la 24 Ore di Spa grazie ad un sorpasso ai danni dell'Audi R8 del Team WRT numero 32 all'esterno di curva Blanchimont sotto pioggia battente a 9 minuti dal termine della gara. Grazie al successo di Spa e ai piazzamenti in zona punti nelle altre gare, vince sia il GT World Challenge Endurance Cup e l'Intercontinental GT Challenge. Nel resto dell'anno ottiene tre vittorie nel WEC in classe GTE Pro tra cui la 24 ore di Le Mans insieme a Ledogar e Calado. Questi risultati portano Pier Guidi a vincere per la seconda volta il Mondiale Endurance tra le vetture Gran Turismo.
Pier Guidi inizia il 2022 partecipando alla 24 Ore di Daytona dove chiude secondo nella sua categoria. Nel resto della stagione con il team AF Corse partecipa al WEC in classe GTE Pro insieme a James Calado dove vincono la 6 Ore di Spa-Francorchamps e 6 Ore del Fuji, laureandosi campioni per la terza volta nell'atto conclusivo della 8 Ore del Bahrain  concludendo la gara al quinto posto, nonostante un problema al cambio avvenuto a poco meno di 2 ore dal termine della gara. Il pilota italiano conclude l'annata con la vittoria alla 12 ore del Golfo, gara valida per l'IGTC ,sul circuito di Yas Marina in equipaggio con James Calado e Antonio Fuoco.

### Ferrari Hypercar

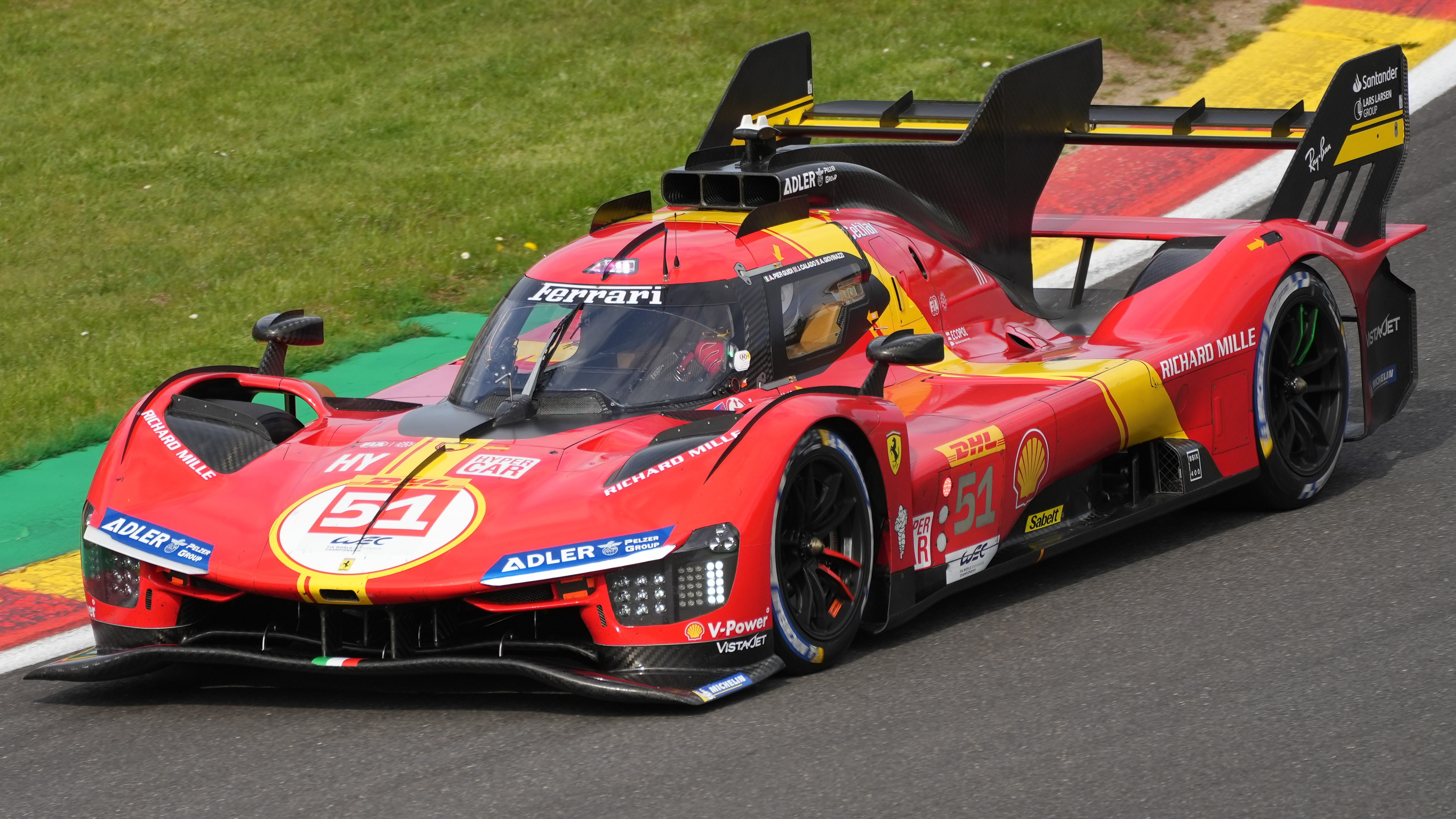
La Ferrari 499P di Pier Guidi durante la 6 ore di Spa 2023

Dal 2022 insieme ad altri piloti GT della Ferrari, testa l'Oreca 07 LMP2 in vista della nuova Hypercar. A luglio, Pier Guidi insieme a Nicklas Nielsen sono i primi piloti a scendere in pista con la nuova Le Mans Hypercar della Ferrari durante dei test a Fiorano. Nel gennaio del 2023 viene scelto come pilota ufficiale del marchio per portare in pista la nuova Ferrari 499P nel WEC, che dividerà con Antonio Giovinazzi e James Calado. Alla 6 ore di Spa-Francorchamps Alessandro e la sua squadra concludono terzi, ottenendo il primo podio in stagione ma è all'appuntamento successivo, la 24 ore di Le Mans, che compiono il capolavoro. Dopo essersi qualificati 2° all'Hyperpole del giovedì, in gara conquistano una straordinaria vittoria davanti alla Toyota, riportando la Ferrari al trionfo nella classe regina dopo 58 anni.
Apre la stagione 2024 con la vittoria alla 24 ore di Daytona in classe GTD PRO su Ferrari 296 GT3 in equipaggio con Calado, Rigon e Serra.

## Risultati

### Riassunto della carriera
| Stagione  | Campionato                                        | Team                               | Gare | Vittorie | Pole | Gpv | Podi | Punti | Pos |
| --------- | ------------------------------------------------- | ---------------------------------- | ---- | -------- | ---- | --- | ---- | ----- | --- |
| 2002      | Formula Renault 2.0 Italia                        | Birel Formula                      | 10   | 0        | 0    | 0   | 0    | 14    | 18º |
| 2005      | Campionato Spagnolo Gran Turismo - GTA            | Play Team Srl                      | 7    | 4        | 3    | 4   | 5    | 65    | 2º  |
| 2005      | Campionato Italiano Gran Turismo - GT2            | Playteam Sara Free                 | 16   | 8        | 8    | 5   | 10   | 210   | 1º  |
| 2006      | il Milhas Brasil - GT2                            | Scuderia Playteam                  | 1    | 1        | 1    | 1   | 1    | N/A   | 1º  |
| 2006      | International GT Open - GTA                       | Playteam SaraFree                  | 7    | 2        | 3    | 5   | 6    | 68    | 4º  |
| 2006      | Campionato Spagnolo Gran Turismo - GTA            | Playteam srl                       | 9    | 4        | 4    | 5   | 4    | 53    | 2º  |
| 2006      | FIA GT - GT1                                      | Scuderia Playteam Sarafree         | 1    | 0        | 0    | 0   | 0    | 0     | NC  |
| 2006      | Campionato Italiano Gran Turismo - GT2            | Playteam Sara Free                 | 2    | 0        | 1    | 0   | 2    | 24    | 9º  |
| 2006      | F3000 International Masters                       | ADM Motorsport                     | 4    | 0        | 1    | 0   | 1    | 13    | 14º |
| 2006-2007 | A1 Grand Prix                                     | A1 Team Italy                      | 4    | 0        | 0    | 0   | 0    | 52    | 7º  |
| 2007      | International GT Open - GTA                       | Scuderia Playteam Sarafree         | 1    | 0        | 0    | 0   | 0    | 0     | NC  |
| 2007      | FIA GT - GT1                                      | Scuderia Playteam Sarafree         | 10   | 0        | 1    | 4   | 0    | 23    | 9º  |
| 2008      | Superleague Formula                               | Galatasaray S.K.-Scuderia Playteam | 12   | 0        | 1    | 0   | 3    | 277   | 8º  |
| 2008      | FIA GT - GT1                                      | Vitaphone Racing Team              | 1    | 0        | 0    | 0   | 1    | 16    | 12º |
| 2009      | FIA GT - GT1                                      | Vitaphone Racing Team DHL          | 5    | 1        | 1    | 0   | 3    | 32    | 5º  |
| 2010      | Trofeo Maserati Europe                            | Kessel Racing                      | 3    | 2        | 2    | 0   | 2    | 32    | 9º  |
| 2010      | FIA GT1                                           | Triple H Team Hegersport           | 8    | 0        | 0    | 0   | 1    | 8     | 38º |
| 2010      | FIA GT4 European Cup                              | Maserati Corse                     | 2    | 2        | 2    | 2   | 2    | 20    | 8º  |
| 2011      | International GT Open - SGT                       | Vittoria Competizioni              | 2    | 1        | 0    | 0   | 1    | 0     | NC  |
| 2011      | Superstars Series                                 | Swiss Team                         | 8    | 0        | 0    | 1   | 3    | 49    | 9º  |
| 2011      | Trofeo Maserati Europe                            | N.D                                | 4    | 3        | 3    | 0   | 4    | 0     | NC  |
| 2011      | Superstars International Series                   | Swiss Team                         | 10   | 0        | 0    | 1   | 4    | 67    | 8º  |
| 2012      | International GT Open - GTS                       | Swiss Team                         | 3    | 0        | 0    | 0   | 0    | 0     | NC  |
| 2012      | International GT Sprint Series - GTS3             | Swiss Team                         | 2    | 1        | 0    | 1   | 1    | 31    | 11º |
| 2012      | Trofeo Maserati                                   | N.D                                | 2    | 0        | 0    | 0   | 0    | 0     | NC  |
| 2012      | FIA GT3 European Championship                     | Esta Motorsports                   | 2    | 0        | 0    | 0   | 1    | 27    | 12º |
| 2012      | Blancpain Endurance Series - GT3 Pro-Am Cup       | Esta Motorsports                   | 2    | 1        | 0    | 0   | 1    | 38    | 13º |
| 2012      | Copa de España de Super GT                        | Ray Racing Team                    | 4    | 1        | 0    | 0   | 3    | 26    | 13º |
| 2013      | 12 Ore del Golfo                                  | Slamstop Motorsport                | 1    | 0        | 0    | 1   | 0    | N/A   | 9º  |
| 2013      | Blancpain Endurance Series - GT3 Pro-Am Cup       | SMP Racing                         | 1    | 0        | 1    | 0   | 0    | 24    | 19º |
| 2013      | Blancpain Endurance Series - GT3 Pro Cup          | SMP Racing                         | 2    | 0        | 1    | 1   | 0    | 25    | 13º |
| 2013      | Blancpain Endurance Series - GT3 Pro Cup          | Esta Motorsport                    | 1    | 0        | 0    | 0   | 0    | 25    | 13º |
| 2013      | International GT Open - GTS                       | Estamotorsports                    | 6    | 0        | 1    | 2   | 3    | 24    | 17º |
| 2013      | Rolex Sports Car Series - GT                      | Scuderia Corsa                     | 2    | 0        | 0    | 0   | 0    | 48    | 35º |
| 2014      | WEC - LMGTE Am                                    | AF Corse                           | 2    | 0        | 0    | 0   | 0    | 1     | 37º |
| 2014      | GT Asia - GT3                                     | Clearwater Racing                  | 2    | 1        | 1    | 0   | 1    | 22    | 28º |
| 2014      | Blancpain Endurance Series - Pro-Am Cup           | AF Corse                           | 1    | 0        | 1    | 1   | 0    | 0     | NC  |
| 2014      | Campionato Britannico Gran Turismo - GT3          | AF Corse                           | 1    | 0        | 0    | 0   | 0    | 15    | 28º |
| 2014      | Campionato Italiano Gran Turismo - GT3            | BMS Scuderia Italia                | 8    | 1        | 2    | 0   | 4    | 66    | 16º |
| 2014      | European Le Mans Series - GTC                     | Team Ukraine                       | 1    | 1        | 0    | 0   | 1    | 25    | 10º |
| 2014      | Stock Car Brasil                                  | Red Bull Racing                    | 1    | 0        | 0    | 0   | 0    | 0†    | NC† |
| 2014      | United Sports Car Championship - GTD              | Level 5 Motorsports                | 1    | 1        | 0    | 0   | 1    | 36    | 53º |
| 2015      | 12 Ore di Sepang - GT3                            | Singha Motorsport                  | 1    | 0        | 0    | 0   | 0    | N/A   | 8º  |
| 2015      | GT Asia - GT3                                     | Clearwater Racing                  | 2    | 0        | 0    | 0   | 0    | 9     | 42º |
| 2015      | Pirelli World Challenge - GT                      | NGT Motorsport                     | 1    | 0        | 1    | 1   | 1    | 118   | 38º |
| 2015      | Blancpain Endurance Series - Pro-Am Cup           | AF Corse                           | 1    | 1        | 0    | 0   | 1    | 46    | 6º  |
| 2015      | Blancpain Endurance Series - GT3 Pro Cup          | Akka ASP                           | 2    | 0        | 0    | 0   | 0    | 9     | 21º |
| 2015      | European Le Mans Series - LMGTE                   | AT Racing                          | 5    | 1        | 2    | 2   | 1    | 55    | 5º  |
| 2016      | 12 Ore di Sepang - GT3                            | Spirit of Race                     | 1    | 0        | 0    | 1   | 0    | N/A   | 4º  |
| 2016      | Blancpain Endurance Series - GT3                  | AF Corse                           | 4    | 0        | 1    | 0   | 0    | 0     | NC  |
| 2016      | WEC - LMGTE Pro                                   | AF Corse                           | 1    | 0        | 0    | 0   | 0    | 1     | 15º |
| 2016      | 24 Ore di Le Mans - LMGTE Pro                     | AF Corse                           | 1    | 0        | 0    | 0   | 0    | N/A   | Rit |
| 2016      | European Le Mans Series - GTE                     | AT Racing                          | 5    | 0        | 1    | 2   | 3    | 64    | 5º  |
| 2016      | WeatherTech SportsCar Championship - GTLM         | Scuderia Corsa                     | 5    | 0        | 0    | 1   | 1    | 138   | 1º  |
| 2017      | Intercontinental GT Challenge                     | AF Corse                           | 1    | 0        | 0    | 0   | 0    | 0     | NC  |
| 2017      | WEC - LMGTE Pro                                   | AF Corse                           | 9    | 3        | 0    | 1   | 7    | 153   | 1º  |
| 2017      | 24 Ore di Le Mans - LMGTE Pro                     | AF Corse                           | 1    | 0        | 0    | 0   | 0    | N/A   | 11º |
| 2017      | IMSA WeatherTech SportsCar Championship - GTLM    | Risi Competizione                  | 1    | 0        | 0    | 1   | 1    | 31    | 22º |
| 2017      | IMSA WeatherTech SportsCar Championship - GTD     | Spirit of Race                     | 1    | 0        | 1    | 1   | 0    | 9     | 82º |
| 2017      | Blancpain GT Series Endurance Cup - Pro           | AF Corse                           | 5    | 0        | 1    | 1   | 1    | 27    | 12º |
| 2017-2018 | Asian Le Mans Series - GT                         | Team BBT                           | 5    | 0        | 2    | 1   | 3    | 53    | 3º  |
| 2018      | 12 Ore del Golfo                                  | Kessel Racing                      | 1    | 1        | 1    | 0   | 1    | N/A   | 1º  |
| 2018      | IMSA WeatherTech SportsCar Championship - GTD     | Scuderia Corsa                     | 1    | 0        | 0    | 1   | 1    | 30    | 51º |
| 2018      | IMSA WeatherTech SportsCar Championship - GTLM    | Risi Competizione                  | 2    | 0        | 0    | 0   | 0    | 52    | 17º |
| 2018      | Blancpain GT Series Endurance Cup - Pro-Am        | Kessel Racing                      | 2    | 0        | 1    | 1   | 0    | 1     | 29º |
| 2018      | International GT Open - GT3 Pro                   | Luzich Racing                      | 12   | 4        | 0    | 3   | 7    | 108   | 3º  |
| 2018      | 24 Ore di Le Mans - LMGTE Pro                     | AF Corse                           | 1    | 0        | 0    | 0   | 0    | N/A   | 7º  |
| 2018-2019 | WEC - LMGTE Pro                                   | AF Corse                           | 8    | 2        | 0    | 0   | 3    | 136.5 | 2º  |
| 2018-2019 | Asian Le Mans Series - GT                         | Spirit of Race                     | 4    | 0        | 1    | 0   | 4    | 67    | 2º  |
| 2019      | Intercontinental GT Challenge                     | SMP Racing                         | 1    | 0        | 0    | 0   | 0    | 0     | NC  |
| 2019      | Blancpain GT Series Endurance Cup - Pro           | AF Corse                           | 1    | 0        | 0    | 0   | 0    | 0     | NC  |
| 2019      | European Le Mans Series - Pro                     | Luzich Racing                      | 6    | 4        | 0    | 2   | 5    | 127   | 1º  |
| 2019      | IMSA WeatherTech SportsCar Championship - GTLM    | Risi Competizione                  | 2    | 1        | 0    | 0   | 2    | 67    | 20º |
| 2019      | 24 Ore di Le Mans - LMGTE Pro                     | AF Corse                           | 1    | 1        | 0    | 0   | 1    | N/A   | 1º  |
| 2019-2020 | WEC - LMGTE Pro                                   | AF Corse                           | 7    | 0        | 1    | 1   | 2    | 131   | 6º  |
| 2019-2020 | Asian Le Mans Series - GT                         | Spirit of Race                     | 3    | 0        | 0    | 1   | 2    | 42    | 8º  |
| 2020      | Intercontinental GT Challenge                     | SMP Racing                         | 1    | 0        | 0    | 0   | 0    | 0     | NC  |
| 2020      | GT World Challenge Europe Endurance Cup           | AF Corse                           | 4    | 1        | 0    | 0   | 1    | 79    | 1º  |
| 2020      | IMSA WeatherTech SportsCar Championship - GTLM    | Risi Competizione                  | 1    | 1        | 0    | 0   | 0    | 25    | 16º |
| 2020      | 24 Ore di Le Mans - LMGTE Pro                     | AF Corse                           | 1    | 0        | 0    | 0   | 1    | N/A   | 2º  |
| 2021      | Intercontinental GT Challenge                     | Iron Lynx Motorsport Lab           | 1    | 1        | 0    | 0   | 1    | 55    | 1º  |
| 2021      | Intercontinental GT Challenge                     | AF Corse - Francorchamps Motors    | 2    | 0        | 1    | 1   | 1    | 55    | 1º  |
| 2021      | European Le Mans Series - LMGTE                   | Spirit of Race                     | 1    | 1        | 1    | 1   | 1    | 26    | 16º |
| 2021      | WEC - LMGTE Pro                                   | AF Corse                           | 6    | 3        | 0    | 0   | 6    | 177   | 1º  |
| 2021      | 24 Ore di Le Mans - LMGTE Pro                     | AF Corse                           | 1    | 1        | 0    | 0   | 1    | N/A   | 1º  |
| 2021      | GT World Challenge Europe Endurance Cup - Pro Cup | Iron Lynx Motorsport Lab           | 5    | 1        | 0    | 0   | 1    | 83    | 1º  |
| 2021      | Asian Le Mans Series - GT                         | AF Corse                           | 4    | 0        | 0    | 0   | 0    | 0     | 14º |
| 2021      | Campionato IMSA WeatherTech SportsCar - GTLM      | Risi Competizione                  | 2    | 0        | 0    | 1   | 0    | 308   | 13º |
| 2022      | IMSA WeatherTech SportsCar Championship - GTD Pro | Risi Competizione                  | 1    | 0        | 0    | 0   | 1    | 340*  | 2º* |
| 2022      | Asian Le Mans Series - GT                         | AF Corse                           | 4    | 0        | 0    | 0   | 0    | 2     | 15º |
| 2022      | WEC - LMGTE Pro                                   | AF Corse                           | 4    | 0        | 1    | 0   | 3    | 95*   | 1º* |

† Non idoneo per i punti campionato.
* Stagione in corso.

### Superleague Formula
(legenda) (Le gare in grassetto indicano la pole) (Le gare in corsivo indicano il giro veloce)
| Anno | Squadra di calcio | Team              | 1   | 2   | 3   | 4   | 5   | 6   | 7   | 8   | 9   | 10  | 11  | 12  | Punti | Pos. |
| ---- | ----------------- | ----------------- | --- | --- | --- | --- | --- | --- | --- | --- | --- | --- | --- | --- | ----- | ---- |
| 2008 | Galatasaray S.K.  | Scuderia Playteam | DON | DON | NÜR | NÜR | ZOL | ZOL | EST | EST | VAL | VAL | JER | JER | 277   | 8º   |
| 2008 | Galatasaray S.K.  | Scuderia Playteam | 13  | 13  | 3   | 7   | 14  | 12  | 7   | 3   | 3   | 11  | 18  | 4   | 277   | 8º   |

### Gran Turismo

#### Campionato Italiano Gran Turismo
| Anno | Serie | Classe | Squadra             | Vettura                | Numero | Co-piloti      | 1   | 2   | 3   | 4   | 5   | 6   | 7   | 8   | 9   | 10  | 11  | 12  | 13  | 14  | 15  | 16  | Punti Ass. | Pos. Ass. | Punti Clas. | Punti Clas. |
| ---- | ----- | ------ | ------------------- | ---------------------- | ------ | -------------- | --- | --- | --- | --- | --- | --- | --- | --- | --- | --- | --- | --- | --- | --- | --- | --- | ---------- | --------- | ----------- | ----------- |
| 2005 | -     | GT2    | Playteam Sara Free  | Ferrari 360 Modena GTC | 78     | Toni Vilander  | IMO | IMO | MIS | MIS | VAL | VAL | MNZ | MNZ | HUN | HUN | MAG | MAG | MUG | MUG | VAL | VAL | 210        | 1º        | 210         | 1º          |
| 2005 | -     | GT2    | Playteam Sara Free  | Ferrari 360 Modena GTC | 78     | Toni Vilander  | C   | C   | 1   | 1   | 6   | 1   | 2   | 2   | 6   | Rit | 1   | 1   | 1   | 1   | 5   | 1   | 210        | 1º        | 210         | 1º          |
| 2006 | -     | GT2    | Playteam Sara Free  | Ferrari 360 Modena     | 77     | Manuel Gião    | IMO | IMO | MIS | MIS | VAL | VAL | MAG | MAG | MUG | MUG | MNZ | MNZ | MUG | MUG | VAL | VAL | 24         | 9º        | 24          | 9º          |
| 2006 | -     | GT2    | Playteam Sara Free  | Ferrari 360 Modena     | 77     | Manuel Gião    |     |     |     |     |     |     |     |     |     |     |     |     |     |     | 3   | 3   | 24         | 9º        | 24          | 9º          |
| 2014 | -     | GT3    | BMS Scuderia Italia | Ferrari 458 Italia GT3 | 77     | Luigi Lucchini | MIS | MIS | MNZ | MNZ | MUG | MUG | LEC | LEC | VAL | VAL | IMO | IMO | MNZ | MNZ |     |     | 66         | 16º       | 66          | 16º         |
| 2014 | -     | GT3    | BMS Scuderia Italia | Ferrari 458 Italia GT3 | 77     | Luigi Lucchini | 2   | 9   | Rit | 1   | 3   | 6   |     |     | 23  | 3   |     |     |     |     |     |     | 66         | 16º       | 66          | 16º         |

#### GT World Challenge Europe Endurance Cup
| Anno    | Squadra                  | Classe     | Vettura                  | MNZ | SIL | LEC | SPA | NÜR | NAV | Punti | Pos. |
| ------- | ------------------------ | ---------- | ------------------------ | --- | --- | --- | --- | --- | --- | ----- | ---- |
| 2012    | AF Corse                 | Pro-Am Cup | Ferrari 458 Italia GT3   |     |     |     | 1   |     | 6   | 38    | 13º  |
| Anno    | Squadra                  | Classe     | Vettura                  | MNZ | SIL | LEC | SPA | NÜR |     | Punti | Pos. |
| 2013    | SMP Racing               | Pro-Am Cup | Ferrari 458 Italia GT3   |     |     |     | 7   |     |     | 24    | 19º  |
| 2013    | SMP Racing               | Pro Cup    | Ferrari 458 Italia GT3   | 9   |     | 6   |     |     |     | 25    | 13º  |
| 2013    | Esta Motorsport          | Pro Cup    | Ferrari 458 Italia GT3   |     |     |     |     | 4   |     | 25    | 13º  |
| Anno    | Squadra                  | Classe     | Vettura                  | MNZ | SIL | LEC | SPA | NÜR |     | Punti | Pos. |
| 2014    | AF Corse                 | Pro-Am Cup | Ferrari 458 Italia GT3   |     |     |     | Rit |     |     | 0     | NC   |
| Anno    | Squadra                  | Classe     | Vettura                  | MNZ | SIL | LEC | SPA | NÜR |     | Punti | Pos. |
| 2015    | AF Corse                 | Pro-Am Cup | Ferrari 458 GT3          |     |     |     | 1   |     |     | 46    | 6º   |
| 2015    | AKKA ASP                 | Pro Cup    | Ferrari 458 GT3          |     |     | 6   |     | Rit |     | 9     | 21º  |
| Anno    | Squadra                  | Classe     | Vettura                  | MNZ | SIL | LEC | SPA | NÜR |     | Punti | Pos. |
| 2016    | AF Corse                 | Overall    | Ferrari 488 GT3          | Rit | 16  | Rit | 14  | 20  |     | 0     | NC   |
| Anno    | Squadra                  | Classe     | Vettura                  | MNZ | SIL | LEC | SPA | CAT |     | Punti | Pos. |
| 2017    | AF Corse                 | Pro        | Ferrari 488 GT3          | 2   | 6   | 16  | Rit | 15  |     | 27    | 14º  |
| Anno    | Squadra                  | Classe     | Vettura                  | MNZ | SIL | LEC | SPA | CAT |     | Punti | Pos. |
| 2018    | Kessel Racing            | Pro-Am     | Ferrari 488 GT3          | 5   |     |     |     | Rit |     | 1     | 29º  |
| Anno    | Squadra                  | Classe     | Vettura                  | MNZ | SIL | LEC | SPA | CAT |     | Punti | Pos. |
| 2019    | AF Corse                 | Overall    | Ferrari 488 GT3          |     |     |     | Rit |     |     | 0     | NC   |
| Anno    | Squadra                  | Classe     | Vettura                  | IMO | NÜR | SPA | LEC |     |     | Punti | Pos. |
| 2020    | AF Corse                 | Overall    | Ferrari 488 GT3          | 7   | Rit | 5   | 1   |     |     | 79    | 1º   |
| Anno    | Squadra                  | Classe     | Vettura                  | MNZ | LEC | SPA | NÜR | CAT |     | Punti | Pos. |
| 2021    | Iron Lynx Motorsport Lab | Overall    | Ferrari 488 GT3 Evo 2020 | 4   | 5   | 1   | 7   | 7   |     | 83    | 1º   |
| Legenda |                          |            |                          |     |     |     |     |     |     |       |      |

#### European Le Mans Series
| Anno    | Squadra        | Classe | Vettura                             | SIL | IMO | RBR | LEC | EST |     | Punti | Pos. |
| ------- | -------------- | ------ | ----------------------------------- | --- | --- | --- | --- | --- | --- | ----- | ---- |
| 2014    | Team Ukraine   | GTC    | Ferrari 458 Italia GT3              | 1   |     |     |     |     |     | 25    | 10º  |
| Anno    | Squadra        | Classe | Vettura                             | SIL | IMO | RBR | LEC | EST |     | Punti | Pos. |
| 2015    | AT Racing      | LM GTE | Ferrari 458 Italia GT2              | 7   | 1   | 8   | 5   | 6   |     | 55    | 5º   |
| Anno    | Squadra        | Classe | Vettura                             | SIL | IMO | RBR | LEC | EST |     | Punti | Pos. |
| 2016    | AT Racing      | GTE    | Ferrari 458 Italia GT2              | 2   | 3   | 4   | Rit | 2   |     | 64    | 5º   |
| Anno    | Squadra        | Classe | Vettura                             | LEC | IMO | CAT | SIL | SPA | ALG | Punti | Pos. |
| 2019    | Luzich Racing  | LMGTE  | Ferrari 488 GTE Ferrari 488 GTE Evo | 1   | 3   | 1   | 4   | 1   | 1   | 127   | 1º   |
| Anno    | Squadra        | Classe | Vettura                             | CAT | RBR | LEC | MNZ | SPA | ALG | Punti | Pos. |
| 2021    | Spirit of Race | LMGTE  | Ferrari 488 GTE Evo                 |     |     |     | 1   |     |     | 26    | 16º  |
| Legenda |                |        |                                     |     |     |     |     |     |     |       |      |

#### Asian Le Mans Series
| Anno    | Squadra        | Classe | Vettura                  | ZHU | FUJ | BUR | SEP | Punti | Pos. |
| ------- | -------------- | ------ | ------------------------ | --- | --- | --- | --- | ----- | ---- |
| 2017    | Team BBT       | GT     | Ferrari 488 GT3          | NP  | 2   | 2   | 3   | 53    | 3º   |
| Anno    | Squadra        | Classe | Vettura                  | SHA | THB | SEP | BUR | Punti | Pos. |
| 2019    | Spirit of Race | GT3    | Ferrari 488 GT3          | 2   | 2   | 3   | 3   | 67    | 2º   |
| Anno    | Squadra        | Classe | Vettura                  | SHA | THB | SEP | BUR | Punti | Pos. |
| 2020    | Spirit of Race | GT3    | Ferrari 488 GT3          | 4   | 3   | 3   |     | 42    | 8º   |
| Anno    | Squadra        | Classe | Vettura                  | DUB | DUB | YMC | YMC | Punti | Pos. |
| 2021    | AF Corse       | GT3    | Ferrari 488 GT3          | 13  | 14  | 8   | Rit | 5     | 14º  |
| Anno    | Squadra        | Classe | Vettura                  | DUB | DUB | YMC | YMC | Punti | Pos. |
| 2022    | AF Corse       | GT     | Ferrari 488 GT3 Evo 2020 | 13  | 18  | 18  | 13  | 2     | 15º  |
| Legenda |                |        |                          |     |     |     |     |       |      |

#### Campionato del mondo endurance
| Anno    | Squadra          | Classe    | Vettura                | SIL | SPA | LMS | COA | FUJ | SHA | BHR | SÃO |     | Punti | Pos. |
| ------- | ---------------- | --------- | ---------------------- | --- | --- | --- | --- | --- | --- | --- | --- | --- | ----- | ---- |
| 2014    | AF Corse         | LMGTE Am  | Ferrari 458 Italia GT2 |     |     |     |     |     |     | 6   | 6   |     | 1     | 37º  |
| Anno    | Squadra          | Classe    | Vettura                | SIL | SPA | LMS | NÜR | MEX | COA | FUJ | SHA | BHR | Punti | Pos. |
| 2016    | AF Corse         | LMGTE Pro | Ferrari 488 GTE        |     |     | Rit |     |     |     |     |     |     | 1     | 15º  |
| Anno    | Squadra          | Classe    | Vettura                | SIL | SPA | LMS | NÜR | MEX | COA | FUJ | SHA | BHR | Punti | Pos. |
| 2017    | AF Corse         | LMGTE Pro | Ferrari 488 GTE        | 2   | 2   | 11  | 1   | 6   | 1   | 1   | 3   | 2   | 153   | 1º   |
| Anno    | Squadra          | Classe    | Vettura                | SPA | LMS | SIL | FUJ | SHA | SEB | SPA | LMS |     | Punti | Pos. |
| 2018-19 | AF Corse         | LMGTE Pro | Ferrari 488 GTE Evo    | 9   | 7   | 1   | 4   | 5   | 4   | 2   | 1   |     | 136.5 | 2º   |
| Anno    | Squadra          | Classe    | Vettura                | SIL | FUJ | SHA | BHR | COA | SPA | LMS | BHR |     | Punti | Pos. |
| 2019-20 | AF Corse         | LMGTE Pro | Ferrari 488 GTE Evo    | 4   | 4   | 1   | 4   | 3   | 4   | 2   |     |     | 131   | 6º   |
| Anno    | Squadra          | Classe    | Vettura                | SPA | ALG | MON | LMS | BHR | BHR |     |     |     | Punti | Pos. |
| 2021    | AF Corse         | LMGTE Pro | Ferrari 488 GTE Evo    | 2   | 1   | 2   | 1   | 3   | 1   |     |     |     | 177   | 1º   |
| Anno    | Squadra          | Classe    | Vettura                | SEB | SPA | LMS | MON | FUJ | BHR |     |     |     | Punti | Pos. |
| 2022    | AF Corse         | LMGTE Pro | Ferrari 488 GTE Evo    | 4   | 1   | 2   | 3   | 1   | 5   |     |     |     | 135   | 1º   |
| Anno    | Squadra          | Classe    | Vettura                | SEB | ALG | SPA | LMS | MON | FUJ | BHR |     |     | Punti | Pos. |
| 2023    | Ferrari AF Corse | Hypercar  | Ferrari 499P           | 7   | 6   | 3   | 1   | 5   | 5   | 6   |     |     | 114   | 4°   |
| Anno    | Squadra          | Classe    | Vettura                | QAT | IMO | SPA | LMS | SÃO | COA | FUJ | BHR |     | Punti | Pos. |
| 2024    | Ferrari AF Corse | Hypercar  | Ferrari 499P           | 12  | 7   | 4   | 3   | 5   | Rit | Rit | 14  |     | 59    | 8°   |
| Anno    | Squadra          | Classe    | Vettura                | QAT | IMO | SPA | LMS | SÃO | COA | FUJ | BHR |     | Punti | Pos. |
| 2025    | Ferrari AF Corse | Hypercar  | Ferrari 499P           | 3   | 1   | 1   | 3   |     |     |     |     |     | 105*  |      |
| Legenda |                  |           |                        |     |     |     |     |     |     |     |     |     |       |      |

* Stagione in corso.

#### 24 ore di Le Mans
| Anno | Classe    | N° | Gomme | Vettura                                          | Squadra          | Co-piloti                       | Giri | Pos. Assol. | Pos. di Classe |
| ---- | --------- | -- | ----- | ------------------------------------------------ | ---------------- | ------------------------------- | ---- | ----------- | -------------- |
| 2016 | LMGTE Pro | 51 | M     | Ferrari 488 GTE Ferrari F154CB 3.9L Turbo V8     | AF Corse         | Gianmaria Bruni James Calado    | 179  | Rit         | Rit            |
| 2017 | LMGTE Pro | 51 | M     | Ferrari 488 GTE Ferrari F154CB 3.9L Turbo V8     | AF Corse         | Michele Rugolo James Calado     | 312  | 46º         | 11º            |
| 2018 | LMGTE Pro | 51 | M     | Ferrari 488 GTE Evo Ferrari F154CB 3.9L Turbo V8 | AF Corse         | James Calado Daniel Serra       | 339  | 22º         | 7º             |
| 2019 | LMGTE Pro | 51 | M     | Ferrari 488 GTE Evo Ferrari F154CB 3.9L Turbo V8 | AF Corse         | James Calado Daniel Serra       | 342  | 20º         | 1º             |
| 2020 | LMGTE Pro | 51 | M     | Ferrari 488 GTE Evo Ferrari F154CB 3.9L Turbo V8 | AF Corse         | James Calado Daniel Serra       | 346  | 21º         | 2º             |
| 2021 | LMGTE Pro | 51 | M     | Ferrari 488 GTE Evo Ferrari F154CB 3.9L Turbo V8 | AF Corse         | James Calado Côme Ledogar       | 345  | 20º         | 1º             |
| 2022 | LMGTE Pro | 51 | M     | Ferrari 488 GTE Evo Ferrari F154CB 3.9L Turbo V8 | AF Corse         | James Calado Daniel Serra       | 350  | 29º         | 2º             |
| 2023 | Hypercar  | 51 | M     | Ferrari 499P Ferrari F163 3.0 L Turbo V6         | Ferrari AF Corse | Antonio Giovinazzi James Calado | 342  | 1º          | 1º             |
| 2024 | Hypercar  | 51 | M     | Ferrari 499P Ferrari F163 3.0 L Turbo V6         | Ferrari AF Corse | Antonio Giovinazzi James Calado | 311  | 3º          | 3º             |
| 2025 | Hypercar  | 51 | M     | Ferrari 499P Ferrari F163 3.0 L Turbo V6         | Ferrari AF Corse | Antonio Giovinazzi James Calado | 387  | 3º          | 3º             |

#### Campionato IMSA WeatherTech SportsCar
(legenda) (Le gare in grassetto indicano la pole position) (Le gare in corsivo indicano Gpv)
| Anno | Squadra             | Classe  | Vettura                  | 1       | 2     | 3   | 4     | 5     | 6   | 7   | 8     | 9   | 10  | 11      | 12  | Punti | Pos. |
| ---- | ------------------- | ------- | ------------------------ | ------- | ----- | --- | ----- | ----- | --- | --- | ----- | --- | --- | ------- | --- | ----- | ---- |
| 2014 | Level 5 Motorsports | GTD     | Ferrari 458 Italia GT3   | DAY 1   | SEB   | LGA | BEL   | WGL   | MOS | IMS | ELK   | VIR | AUS | ATL     |     | 36    | 53º  |
| 2016 | Scuderia Corsa      | GTLM    | Ferrari 488 GTE          | DAY 4   | SEB 7 | LBH | LGA 2 | WGL 5 | MOS | LRP | ELK   | VIR | COA | PET Rit |     | 138   | 11º  |
| 2017 | Risi Competizione   | GTLM    | Ferrari 488 GTE          | DAY     | SEB   | LBH | COA   | WGI   | MOS | LRP | ELK   | VIR | LGA | PET 3   |     | 31    | 22º  |
| 2017 | Spirit of Race      | GTLM    | Ferrari 488 GT3          | DAY 3   | SEB   | LBH | COA   | BEL   | WGL | MOS | LRP   | ELK | VIR | LGA     | PET | 9     | 82º  |
| 2018 | Scuderia Corsa      | GTD     | Ferrari 488 GT3          | DAY     | SEB   | MDO | DET   | WGL   | MOS | LRP | ROA 3 | VIR | LGA | PET     |     | 30    | 51º  |
| 2018 | Risi Competizione   | GTLM    | Ferrari 488 GTE Evo      | DAY 5   | SEB 5 | LBH | MDO   | DET   | WGL | MOS | LRP   | ROA | VIR | LGA     | PET | 52    | 17º  |
| 2019 | Risi Competizione   | GTLM    | Ferrari 488 GTE          | DAY 2   | SEB   | LBH | MDO   | WGL   | MOS | LRP | ELK   | VIR | LGA | PET 1   |     | 67    | 20º  |
| 2020 | Risi Competizione   | GTLM    | Ferrari 488 GTE Evo      | DAY Rit | DAY   | SEB | ELK   | VIR   | ATL | MDO | CHA   | PET | LGA | SEB     |     | 25    | 16º  |
| 2021 | Risi Competizione   | GTLM    | Ferrari 488 GTE Evo      | DAY 4   | SEB   | MDO | DET   | WGL   | WGL | ROA | LGA   | LBH | PET |         |     | 308   | 13º  |
| 2022 | Risi Competizione   | GTD Pro | Ferrari 488 GT3 Evo 2020 | DAY 2   | SEB   | LBH | LGA   | MDO   | DET | WGL | MOS   | LRP | ROA | VIR     | PET | 340   | 34º  |
| 2024 | Risi Competizione   | GTD Pro | Ferrari 296 GT3          | DAY 1   | SEB   | LGA | DET   | WGL   | MOS | ELK | VIR   | IMS | ATL |         |     |       |      |

* Stagione in corso.